# Miriam O'Brien Underhill
Miriam O'Brien Underhill (Forest Glen, 22 luglio 1898 – Lancaster, 7 gennaio 1976) è stata un'alpinista, ambientalista e attivista statunitense, nota soprattutto per il concetto di "arrampicata senza uomini", ovvero l'organizzazione di salite impegnative da parte di sole donne, prevalentemente sulle Alpi.

## Biografia
Miriam Eliot O'Brien nacque da madre medico e padre editore di giornali e funzionario governativo. Visitò per la prima volta le Alpi nel 1914 con i suoi genitori e completò una scalata introduttiva vicino a Chamonix. Ottenne una laurea triennale in matematica e fisica al Bryn Mawr College nel 1920 e un master in psicologia presso la stessa università nel 1921. Visitò le Alpi durante diverse estati dopo la prima guerra mondiale e si dilettò con l'alpinismo. Studiò fisica alla Johns Hopkins University dal 1923 al 1925. Sposò l'alpinista e professore di Harvard Robert L. M. Underhill nel 1932. Ebbero due figli, nati nel 1936 e nel 1939. Fu membro attivo dell'Appalachian Mountain Club per tutta la sua vita adulta.

## Alpinismo
Miriam O'Brien iniziò l'arrampicata seria sulle Alpi nel maggio 1926, completando una prima salita sulla Torre Grande nelle Dolomiti tramite un percorso ora noto come "Via Miriam" in suo onore. Completò anche la prima salita dell'Aiguille de Roc sul massiccio del Monte Bianco, il 6 agosto 1927, con Alfred Couttet, noto anche come Couttet Champion, e Georges Cachat.
Il 4 agosto 1928, accompagnata da Robert L. M. Underhill e dalle guide Armand Charlet e G. Cachat, completò la prima salita della traversata dalle Aiguilles du Diable al Mont Blanc du Tacul nelle Alpi, itinerario che comprende "la scalata di cinque cime eccezionali oltre i 4000 metri in un ambiente superbo".
Nel 1929 completò la scalata dell'Aiguille du Grépon con la scalatrice francese Alice Damesme. Questa impresa da parte di due donne indusse l'alpinista Étienne Bruhl a lamentarsi: "il Grépon è scomparso. Ora che è stato scalato da due donne sole, nessun uomo che si rispetti può intraprenderlo. Un peccato, anche perché era una scalata molto bella".
Il 3 settembre 1930 scalò la via più difficile sul Finsteraarhorn, la parete nord-est, con le guide A. e F. Rubi. Questa cima è la più alta delle Alpi Bernesi. La sua scalata fu la terza, e la via era stata scalata solo due volte nei 24 anni precedenti.
Nel 1931 scalò il Mönch e la Jungfrau nelle Alpi Bernesi con Micheline Morin.
Nel 1932 completò la prima ascensione del Cervino interamente femminile con Alice Damesme.
Dopo la seconda guerra mondiale, scalò con il marito sulla catena montuosa Wind River nel Wyoming, sulle catene montuose Mission, Swan e Beartooth nel Montana e sulla catena montuosa Sawtooth nell'Idaho.
Nel 1952 scalò il Cervino per la terza e ultima volta.
Insieme al marito, fu socia fondatrice del Four Thousand Footer Club, una sezione dell'Appalachian Mountain Club. L'unico requisito per diventare soci era scalare tutte le 48 vette di quattromila piedi delle White Mountains del New Hampshire. Furono i primi a scalare tutte le vette durante l'inverno, completando la missione con la scalata del Monte Jefferson il 31 dicembre 1960. All'epoca, l'elenco era composto da sole 46 vette.

## Scrittrice e editrice
Scrisse un saggio intitolato Manless Alpine Climbing: The First Woman to Scale the Grépon, the Matterhorn and Other Famous Peaks Without Masculine Support, che fu pubblicato dalla National Geographic Society nel 1934 e ripubblicato in diversi compendi di letteratura alpinistica. In questo saggio illustrò la sua filosofia alpinistica: "Molto presto, ho capito che la persona che scala invariabilmente dietro un buon capo... potrebbe non imparare mai veramente l'alpinismo e in ogni caso gode solo di una parte delle varie delizie e ricompense dell'arrampicata". Proseguì dicendo: "Ho capito che se le donne dovessero davvero guidare, cioè assumersi l'intera responsabilità della scalata, non potrebbe esserci nessun uomo nel gruppo".
La sua autobiografia, Give Me the Hills, fu pubblicata a Londra da Methuen Publishing nel 1956. Fu ripubblicata negli Stati Uniti nel 1971.
Ha curato la rivista Appalachia, dell'Appalachian Mountain Club, dal 1956 al 1961 e anche nel 1968.

## Eredità
Il premio Robert e Miriam Underhill viene assegnato ogni anno dall'American Alpine Club "a una persona che, a giudizio del comitato di selezione, ha dimostrato il massimo livello di abilità nelle arti alpinistiche e che, attraverso l'applicazione di questa abilità, coraggio e perseveranza, ha ottenuto un successo eccezionale nei vari campi dell'attività alpinistica".  Tuttavia, nel 2022, l'American Alpine Club ha cambiato il nome del premio in premio Pinnacle a causa delle opinioni antisemite e razziste espresse da Robert Underhill nel 1930 e 1940. Non ci sono prove che Miriam condividesse le opinioni del marito.
Il picco Miriam nella catena montuosa Wind River nel Wyoming prende il nome da lei.